# Художник хиткого світу
«Художник хиткого світу» (англ. An Artist of the Floating World) — роман 1986 року британського письменника японського походження Кадзуо Ісіґуро. Номінувався на Букерівську премію 1986 і став Книгою Року

## Сюжет
Друга світова війна забрала у славетного художника Оно Масудзі сина і дружину. Митець постарів і вже не малює. Він, мов привид, блукає «кварталами насолоди» своєї молодості, де вже немає гейш і не чути натхненних голосів його учнів. Оно заново проживає свою особисту, часом суперечливу історію.
Єдине, що залишилося Оно зараз, — видати заміж дочку, але задля цього він мусить зректися минулого, в якому так важко зрозуміти, де межа між зрадою та відданістю і наскільки велика відповідальність митця перед викликами історії. Та чи можливо переосмислити спогади і через забуття віднайти щастя? Чи корегує час «правильність» вчинків та дій і чи може перетворити праведника на зрадника, коли хиткий світ навколо змінюється і змінюються його ідеали?

## Український переклад
«Художник хиткого світу» — четверта книжка Кадзуо Ішіґуро, видана українською мовою.
- Кадзуо Ішіґуро. Художник хиткого світу. Переклад з англійської: Тетяна Савчинська. Львів: Видавництво Старого Лева, 2016. 336 стор. ISBN 978-617-679-295-6